# Volby do Senátu Parlamentu České republiky 2028
Volby do Senátu Parlamentu České republiky v roce 2028 se mají uskutečnit na podzim toho roku současně s krajskými volbami. Na základě novely Ústavy České republiky, účinné od 1. ledna 2026, se volby mají konat první celý říjnový týden, podle volebního zákona v pátek a sobotu, tedy 6. a 7. října 2028, případné druhé kolo následně 13. a 14. října 2028.

## Volební obvody
Volby proběhnou ve třetině senátních obvodů.
- č. 1 – Karlovy Vary
- č. 4 – Most
- č. 7 – Plzeň-město
- č. 10 – Český Krumlov
- č. 13 – Tábor
- č. 16 – Beroun
- č. 19 – Praha 11
- č. 22 – Praha 10
- č. 25 – Praha 6
- č. 28 – Mělník
- č. 31 – Ústí nad Labem
- č. 34 – Liberec
- č. 37 – Jičín
- č. 40 – Kutná Hora
- č. 43 – Pardubice
- č. 46 – Ústí nad Orlicí
- č. 49 – Blansko
- č. 52 – Jihlava
- č. 55 – Brno-město
- č. 58 – Brno-město
- č. 61 – Olomouc
- č. 64 – Bruntál
- č. 67 – Nový Jičín
- č. 70 – Ostrava-město
- č. 73 – Frýdek-Místek
- č. 76 – Kroměříž
- č. 79 – Hodonín

Předchozí volby v těchto obvodech proběhly v roce 2022. Před volbami patří nejvíce křesel (celkem osm) v daných obvodech senátorům z klubu ODS. Další křesla mají KDU-ČSL (7), ANO (3), TOP 09 (3) a po jednom křesle mají ProMOST, SLK, T2020, NEZ, SEN 21 a jedna nezávislá senátorka.